# لئونید لئونیدوف
لئونید لئونیدوف (انگلیسی: Leonid Leonidov; 3 june [سبک قدیمی: 22 may] 1873 – ۶ اوت ۱۹۴۱) کارگردان نمایش، کارگردان فیلم، بازیگر تئاتر، بازیگر سینما، و بازیگر اهل امپراتوری روسیه بود.
وی همچنین برندهٔ جوایزی همچون نشان لنین، جایزه هنرمند مردمی اتحاد جماهیر شوروی، هنرمند مردمی جمهوری شوروی فدراتیو سوسیالیستی روسیه، و نشان پرچم سرخ کار شده‌است.